# Hraniční přechod Svatá Kateřina – Neukirchen beim Heiligen Blut
Hraniční přechod Svatá Kateřina – Neukirchen beim Heiligen Blut (německy Grenzübergang Neukirchen beim Heiligen Blut – Svatá Kateřina) je bývalý silniční hraniční přechod, který se nachází na česko-německé státní hranici na hraničním úseku IX/13 - IX/14 mezi českou vesnicí Svatá Kateřina (část obce Chudenín, okres Klatovy, Plzeňský kraj) a německým městem Neukirchen beim Heiligen Blut (zemský okres Cham, spolková země Bavorsko). Přechod leží v nadmořské výšce 664 m n. m. na silnici II/191. Před zrušením byl určen pro pěší, cyklisty, motocykly a osobní automobily.
Hraniční přechod byl zrušen při vstupu České republiky do Schengenského prostoru v roce 2007. V případě dočasného znovuzavedení ochrany vnitřních hranic je provoz na hraničním přechodu upraven Sdělením Ministerstva vnitra č. 395/2021 Sb.

## Další informace
- V roce 1993 byl přechod obnoven s novou celnicí; po vstupu do Schengenu byla celnice zrušena a roku 2008 přístřešek celniště odstraněn. Přechod bývá označován Svatá Kateřina - Rittsteig (obec Rittsteig ležící za hranicí je součást města Neukirchen).[3]
- Severozápadním směrem je turistický hraniční přechod Fleky-Hofberg s historickými hraničními kameny.